# Rotor principal
Pour les articles homonymes, voir Rotor.

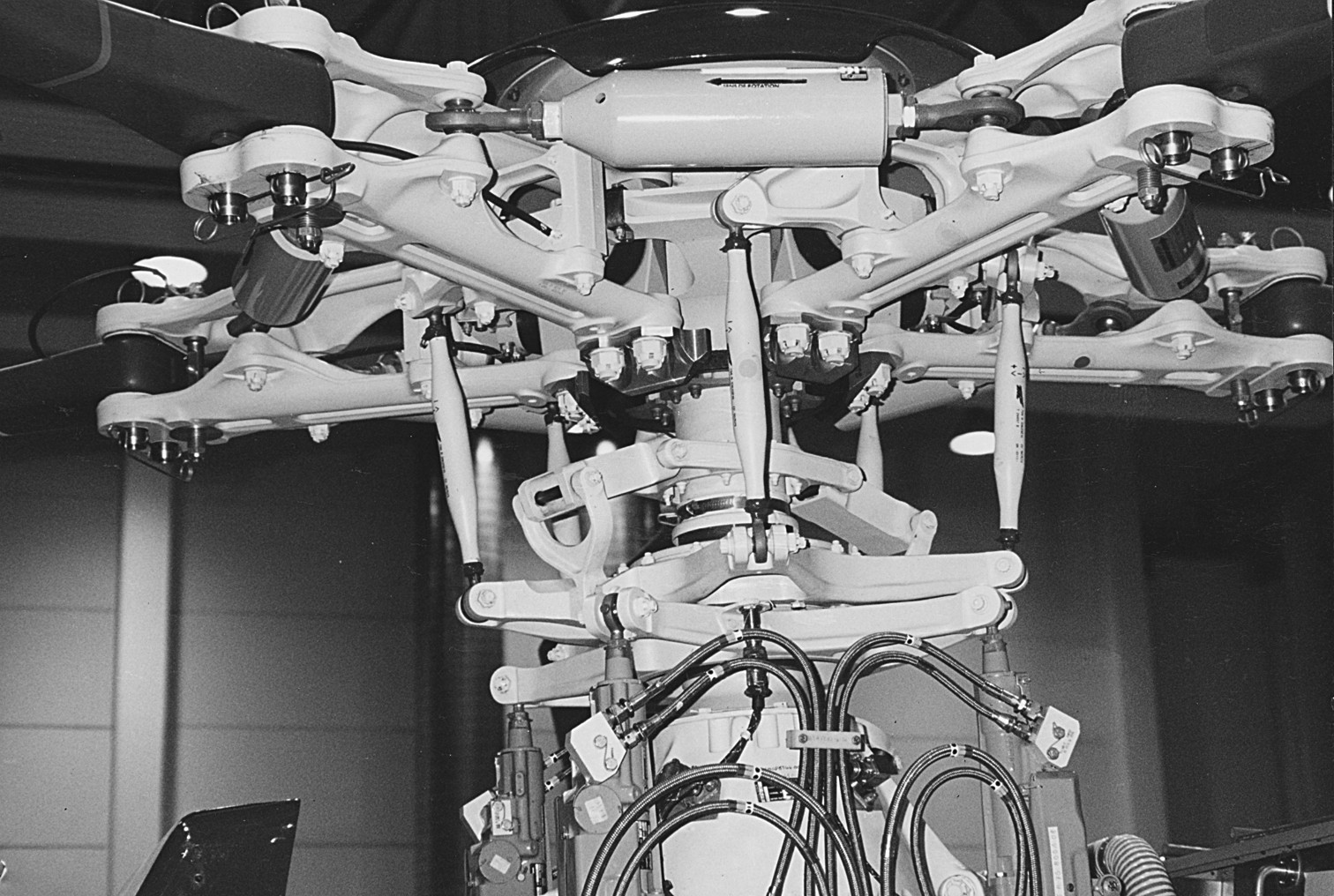
Moyeu de rotor principal de l'EC155 d'Eurocopter où l'on distingue les biellettes de pas entre le plateau cyclique et les pieds de pales encastrés dans le moyeu

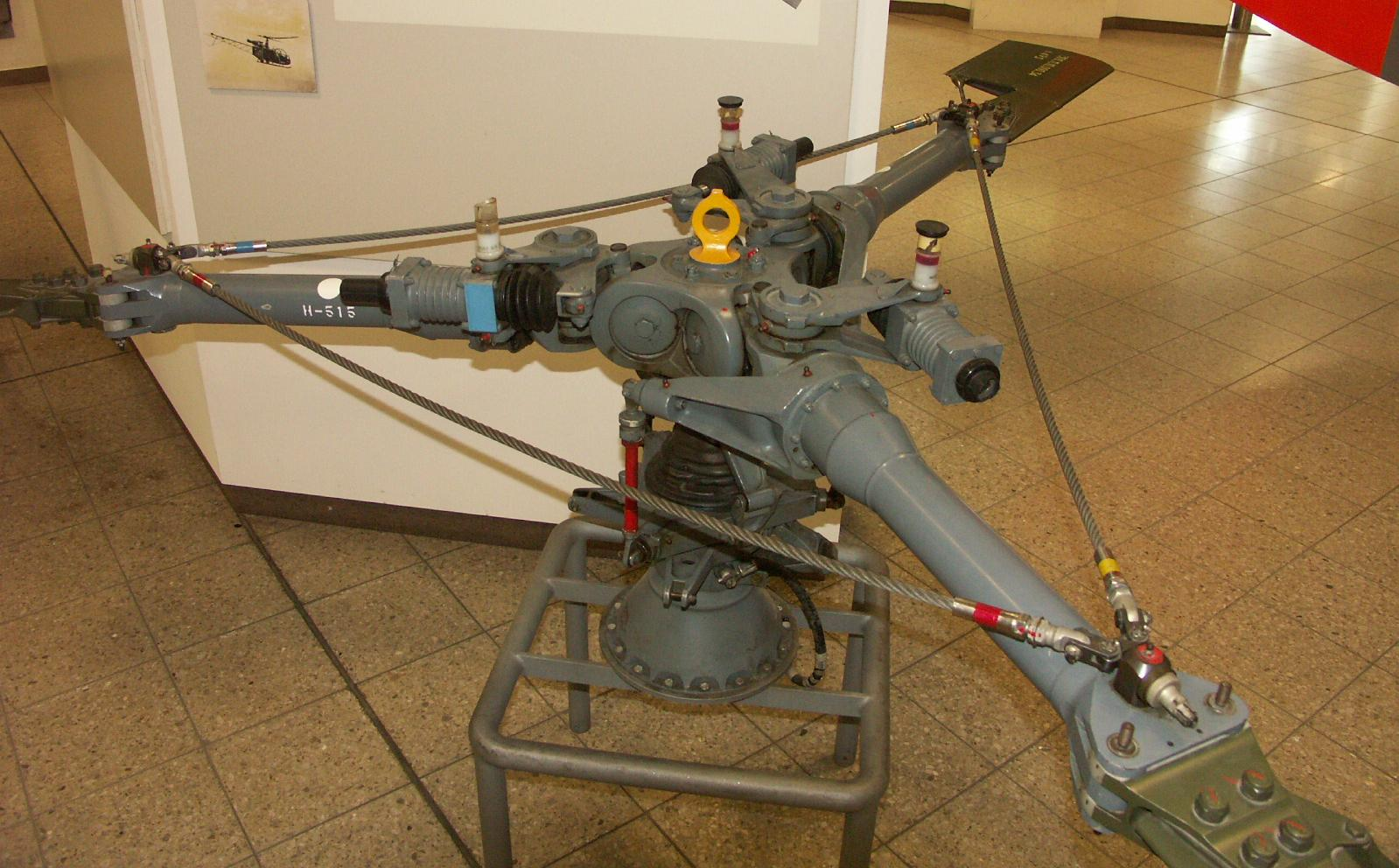
Rotor principal de l'Alouette II au Deutsches Museum à Munich

Le rotor principal est l'élément composé de plusieurs pales qui par sa rotation permet la sustentation, le pilotage et la propulsion d'un hélicoptère. Selon le type d'hélicoptère, le rotor peut être de type rigide, semi rigide ou articulé, il peut être un rotor à deux, trois, quatre, cinq pales, six pales, sept pales et même huit pales. Le rotor doit permettre l'entraînement des pales en rotation, l'articulation de battement, l'articulation de traînée et l'articulation de changement de pas.

## Description
L'arbre rotor est entrainé par la boîte de transmission principale (BTP) et est fixé par le carter conique sur le carter de la BTP. Les roulements de mâts assurent la liaison mécanique entre le carter conique et l'arbre rotor. Ces roulements sont vitaux car ils « portent » l'hélicoptère en vol et ils supportent le poids de la tête rotor au sol à l'arrêt. La vitesse de rotation du mât est détectée par des capteurs soit sur la BTP soit sur le carter conique. Les capteurs de vitesse peuvent être soit des moteurs asynchrones soit des roues phoniques.
Sur le carter conique est fixé le guide de rotule des plateaux cycliques. Les plateaux cycliques glisseront sur ce guide pour toute action sur le manche collectif. On trouvera entre le carter conique et le plateau cyclique inférieur, le transmetteur de pas général (ce dernier donne une idée au pilotage de la puissance absorbée par le rotor principal).
Ces différentes articulations répondent aux problèmes du comportement de la pale en vol, à savoir :
- l'articulation de battement pour pallier les problèmes de dissymétrie de portance entre pale avançante et pale reculante ;
- articulation de traînée équipée d'un amortisseur, pour pallier les effets de la force de Coriolis engendrés par le battement de la pale (sur un tour rotor, la pale parcourt un secteur de 0° à -30° en trainée) ;
- l'articulation de changement de pas pour modifier l'angle de pas de la pale.

## Mécanique complémentaire
Lorsque l'hélicoptère n'a qu'un seul rotor principal, la rotation de ce dernier tend à faire tourner la cellule en sens inverse. Ce mouvement doit alors être contré à l'aide d'un dispositif adéquat de type rotor anticouple ou tuyère (NOTAR).
Après l'atterrissage, le rotor principal peut être freiné et immobilisé par un frein rotor (acier ou carbone selon le type de rotor).
Pour utiliser au maximum l'espace disponible dans les soutes des porte-avions ou porte-hélicoptères, les pales du rotor principal peuvent être repliées. Pour le transport sur camion, train ou dans la soute d'avions de transport, le repliage de deux pales vers l'avant et deux pales vers l'arrière peut se révéler suffisant.

## Rotors contrarotatifs

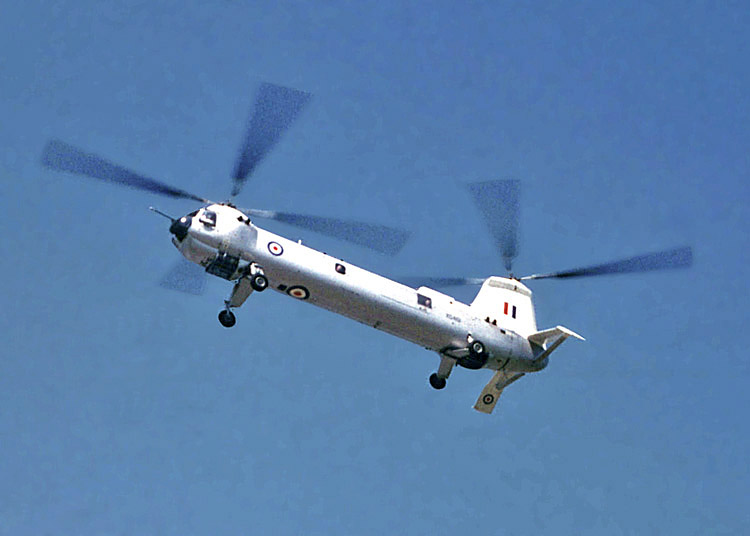
Bristol 192 Belvedere à rotors contrarotatifs en tandem

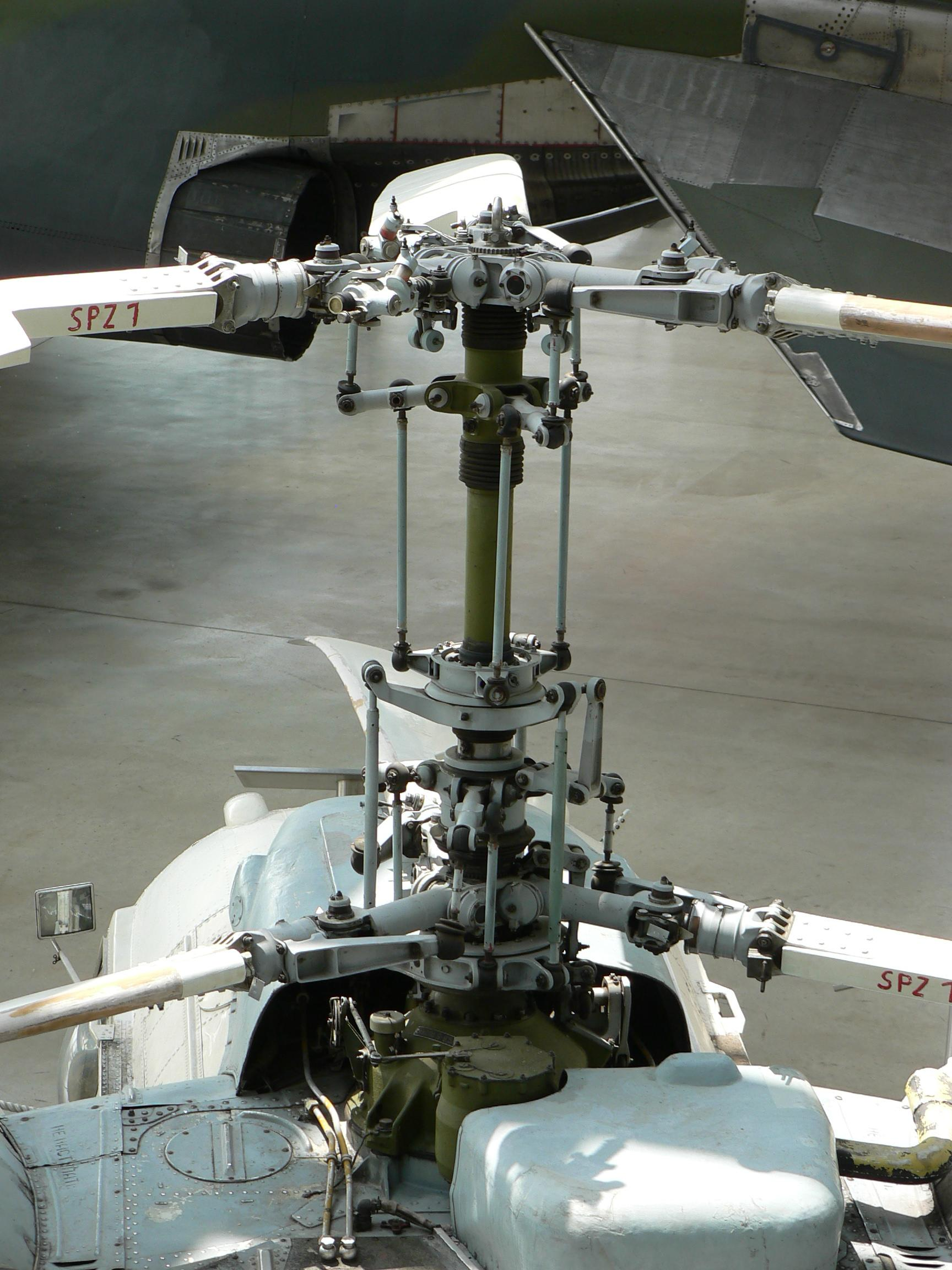
Rotor principal typique des appareils Kamov (ici celui du Kamov Ka-26)

Certains hélicoptères possèdent plusieurs rotors principaux qui tournent en sens inverses. Ils peuvent être disposés à chaque extrémité de la cellule comme sur le Piasecki Vertol H-21 (banane volante), le Bristol 192 ou le CH-47 Chinook de Boeing). Ils peuvent aussi être alignés sur le même axe : ce sont alors deux arbres de transmission coaxiaux comme sur la plupart des appareils Kamov. Ils peuvent aussi être de type engrenants, placés sur deux axes légèrement décalés en V (Flettner Fl 282 Kolibri, Kaman K-Max) ou même encore à l'extrémité de bras latéraux (Focke-Wulf Fw 61, Focke-Achgelis FA 223 Drache, Mil Mi-12, Kamov Ka 22 Vintokryl).